# Record di salto con gli sci

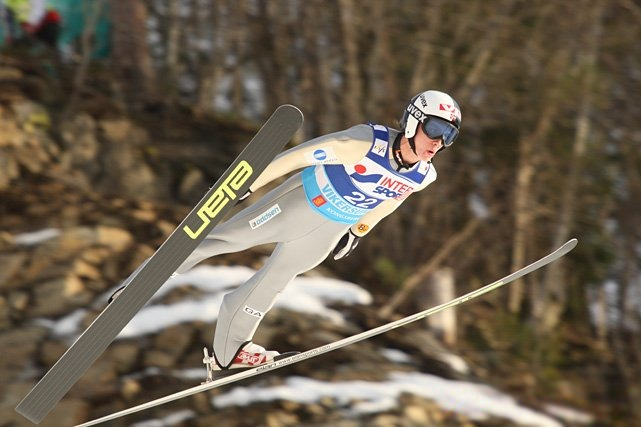
Anders Fannemel ha conquistato il primato del mondo, poi battuto, di 251,5 metri

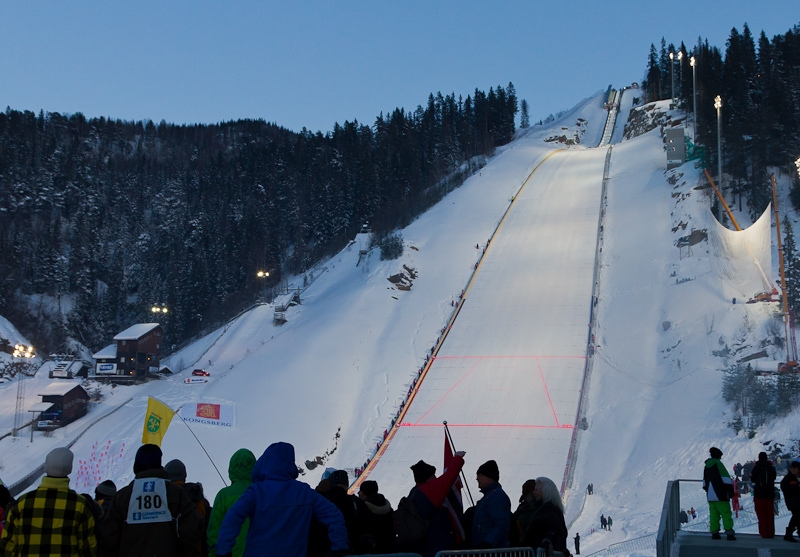
Il trampolino di Vikersundbakken a Vikersund (Norvegia), dove è stato registrato il primato del mondo di Fennemel

Il salto con gli sci è uno sport invernale in cui gli atleti gareggiano sulla distanza e stile nel salto effettuato con gli sci da un trampolino. Questo sport è incentrato tradizionalmente su una combinazione di stile e distanza, per cui la distanza in origine è stata vista come un qualcosa di non importante in sé. D'altra parte la Federazione Internazionale Sci (FIS) si è sempre opposta all'aumento della grandezza dei trampolini al fine di aumentare il record del mondo: infatti, nessun primato è mai stato registrato durante le maggiori competizioni (Olimpiadi, Campionati del Mondo, Festival dello Sci di Holmenkollen o Torneo dei quattro trampolini), dal momento che tali eventi non sono organizzati sui trampolini più alti al mondo.
Dal 1936, quando venne superata per la prima volta la distanza dei 100 metri, la disciplina del volo con gli sci (un particolare tipo di salto con gli sci) ha prodotto tutti i record. Il record del mondo ufficiale appartiene a Stefan Kraft, con 253,5 metri saltati dal trampolino Vikersundbakken a Vikersund il 18 marzo 2017, in Norvegia. Il 15 febbraio 2015 dallo stesso trampolino, Dimitry Vassiliev saltò 254 metri, cadendo però in fase di atterraggio (record non omologato). Il saltatore norvegese Vegard Haukø Sklett detiene il primato del salto estivo su pista in plastica con 147 metri registrati durante la Coppa Continentale del 23 settembre 2009 a Klingenthal, Germania.

## Storia
Il salto con gli sci ha origine in Norvegia, dove tale sport è praticato da tempi immemorabili utilizzando trampolini temporanei. Il primato più antico riconosciuto risale al 1808, quando il soldato Olaf Rye riuscì a battere i propri compagni con un salto di 9,5 metri a Eidsberg, in Norvegia. Il piccolo trampolino si trovava probabilmente vicino alla chiesa, nella fattoria dei Lekum.
Sondre Norheim, accreditato come il "padre" dello sci moderno, fece registrare il secondo record ufficiale a 19,5 metri nel 1868. Tim Ashburn afferma nel suo libro The History of Ski Jumping (La storia del salto con gli sci) che il salto più lungo realizzato da Norheim sulla pista circolare di Haugli nel 1868 dovrebbe essere di 31,5 metri; tuttavia i giornali di Christiania da lui citati riportano che la lunghezza "fu un po' esagerata", cosicché il record rimane quello di 19,5 nelle statistiche.
Lo sport si diffuse rapidamente in Finlandia, negli Stati Uniti e in Canada, dove furono fissati alcuni dei record successivi. Nelle prime gare di salto veniva attributo il punteggio solo allo stile, mentre veniva visto come pericoloso il tentativo di saltare oltre una certa distanza: infatti solo nel 1901 venne introdotto un punteggio per premiare la distanza. Con la costruzione del trampolino di Bloudkova Velikanka a Planica, in Iugoslavia nel 1934, venne introdotta la diversa disciplina del volo con gli sci, che è considerata essenzialmente una versione "estrema" del salto con gli sci.
Con una sola eccezione, tutti i record del mondo di distanza sono stati realizzati su cinque dei sei trampolini usati per il volo con gli sci, di cui cinque rimangono in uso. Nel 1936, Josef "Sepp" Bradl è stato il primo a superare i 100 metri, atterrando a 101,5 metri. La FIS è stata per lungo tempo contraria al volo con gli sci nel suo complesso, tanto che tale disciplina non è mai stata inclusa finora nei giochi olimpici invernali né nei Campionati del mondo di sci nordico. Tuttavia, dal 1972 la FIS organizza anche i Campionati del mondo di volo con gli sci e alcune di gare di volo fanno anche parte del calendario della Coppa del Mondo di salto con gli sci. Il primo saltatore a superare ufficialmente la distanza di 200 metri fu Toni Nieminen nel 1994, atterrando a 203 metri: all'epoca, i saltatori non ricevevano punti di distanza per la parte superiore a 191 metri.
La distanza di un salto con gli sci si misura a partire dalla fine della pista di lancio del trampolino e fino a quando il piede dello sciatore (a metà circa dello sci) tocca per terra. Per l'omologazione, il salto deve avvenire in una competizione regolare o su piste ufficiali di prova o di qualificazione per questi, con un sistema di controllo della lunghezza effettiva. Per vincere una gara, un saltatore deve guadagnare punti sia con la distanza e sia con lo stile, i cui punti si ottengono con un adeguato atterraggio Telemark; pertanto i saltatori sono attenti non tanto a saltare in lungo il più possibile, quanto a fare un buon atterraggio. I salti non sono validi se l'atleta cade, ovvero toccando il suolo con le mani o il corpo prima di raggiungere la linea di caduta. In origine, la lunghezza dei salti era misurata in "alen" (misura tradizionale scandinava equivalente a circa 60 cm) e in seguito in metri, con una precisione al mezzo metro. Alcuni vecchi record statunitensi e canadesi sono registrati in piedi. Tradizionalmente, una fila di giudici in piedi era posta lungo la collina di atterraggio e il giudice, nel cui metro di competenza atterrava l'atleta, alzava il braccio. Al giorno d'oggi, la misurazione avviene con tecnologia telemetrica registrata dalle telecamere.

## Primati del mondo ufficiali

### Uomini

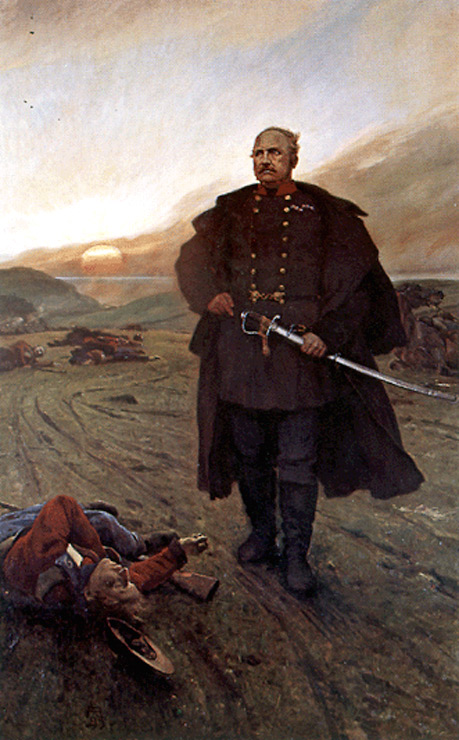
Olaf Rye conquistò il primo record ufficiale (9,5 metri) nel 1808

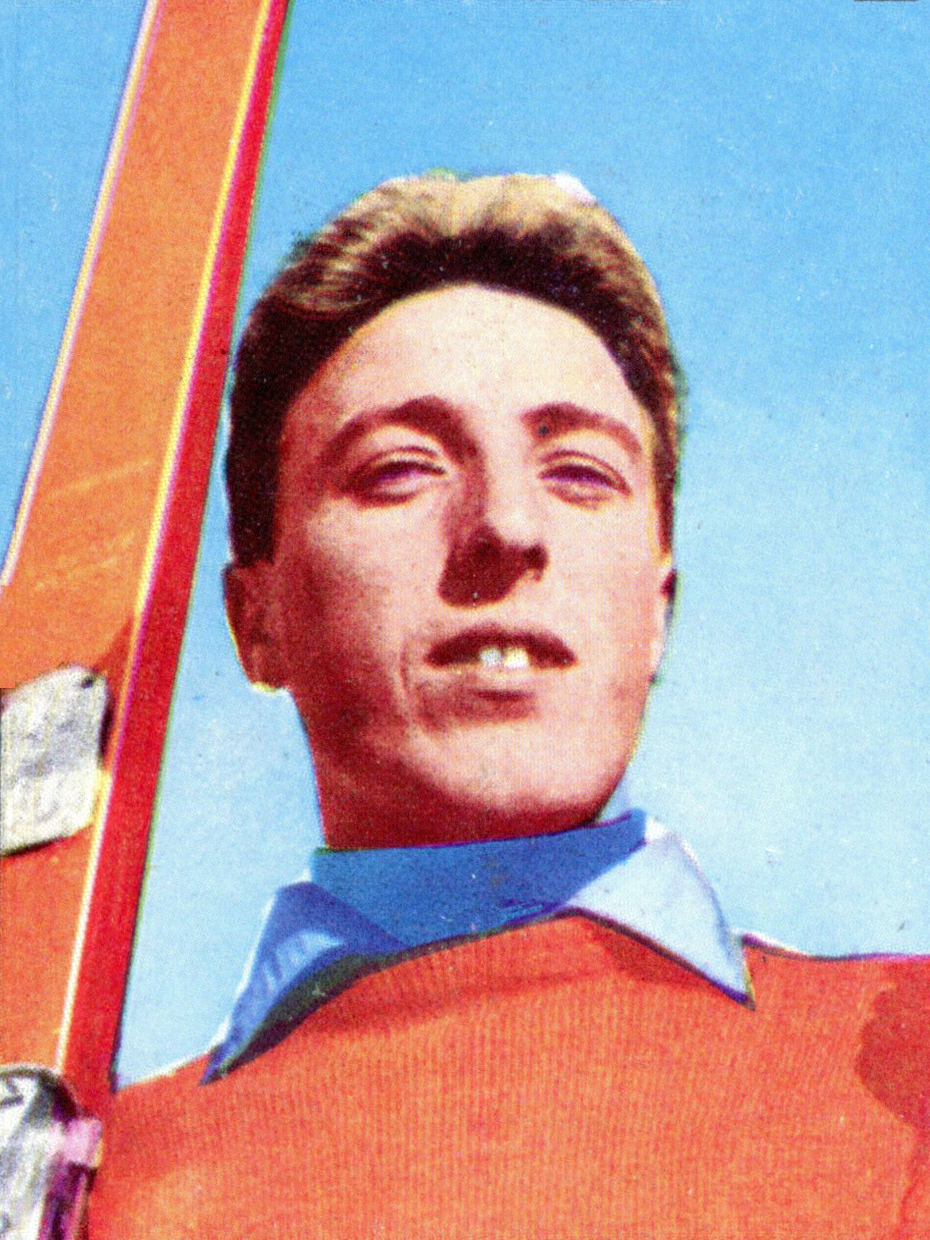
Nilo Zandanel fu l'unico saltatore italiano a conquistare il primato (1964)

| N   | Data              | Atleta              | Nazionalità          | Trampolino                          | Luogo                                    | Metri | Metri                       |
| --- | ----------------- | ------------------- | -------------------- | ----------------------------------- | ---------------------------------------- | ----- | --------------------------- |
| 1   | 22 novembre 1808  | Olaf Rye            | Norvegia Danimarca   | Lekum Gård, Chiesa di Eidsberg      | Eidsberg, Indre Østfold, Norvegia        | 9,4   | [ 15 ] [ 16 ]               |
| 2   | 8 marzo 1868      | Sondre Norheim      | Norvegia             | Hauglibakken                        | Brunkeberg, Norvegia                     | 19,5  | [ 17 ] [ 18 ] [ nota 1 ]    |
| 3   | 12 febbraio 1879  | Olaf Haugann        | Norvegia             | Kastellbakken                       | Oslo, Norvegia                           | 20,7  | [ 19 ] [ 20 ]               |
| 4   | 5-7 febbraio 1881 | Sveinung Svalastoga | Norvegia             | Kastellbakken                       | Oslo, Norvegia                           | 22,0  | [ 21 ] [ 22 ] [ nota 2 ]    |
| 5   | 24 febbraio 1886  | Olaf Bergland       | Norvegia             | Flatdalbakken                       | Seljord, Norvegia                        | 25,5  | [ 23 ]                      |
| 6   | 9 marzo 1891      | Mikkjel Hemmestveit | Norvegia Stati Uniti | McSorley Hill                       | Red Wing, Stati Uniti d'America          | 31,1  | [ 24 ]                      |
| 7   | 15 gennaio 1893   | Torjus Hemmestveit  | Norvegia             | McSorley Hill                       | Red Wing, Stati Uniti d'America          | 31,4  | [ 25 ]                      |
| 8   | 25 gennaio 1897   | Svein Solid         | Norvegia             | Hegnibakken                         | Morgedal, Norvegia                       | 31,5  | [ 26 ]                      |
| 9   | 5 febbraio 1899   | Asbjørn Nilssen     | Norvegia             | Solbergbakken                       | Bærum, Norvegia                          | 32,5  | [ 17 ] [ 27 ]               |
| 10  | 5 febbraio 1899   | Morten Hansen       | Norvegia             | Solbergbakken                       | Bærum, Norvegia                          | 32,5  | [ 17 ] [ 27 ]               |
| 11  | 11 febbraio 1900  | Olaf Tandberg       | Norvegia             | Solbergbakken                       | Bærum, Norvegia                          | 35,5  | [ 28 ] [ 29 ]               |
| 12  | 11 febbraio 1902  | Sigurd Brunæs       | Norvegia             | Gustadbakken                        | Geithus, Norvegia                        | 35,5  | [ 30 ] [ 31 ]               |
| 13  | 9 marzo 1902      | Nils Gjestvang      | Norvegia             | Gustadbakken                        | Geithus, Norvegia                        | 38,5  | [ 32 ]                      |
| 14  | 9 marzo 1902      | Nils Gjestvang      | Norvegia             | Gustadbakken                        | Geithus, Norvegia                        | 41,0  | [ 32 ]                      |
| 15  | 24 gennaio 1909   | Oscar Gundersen     | Norvegia             | Chippewa Falls Ski Jump             | Chippewa Falls, Stati Uniti d'America    | 42,1  | [ 33 ]                      |
| 16  | 21 febbraio 1909  | Harald Smith        | Norvegia             | Trampolino Campo Smith              | Bardonecchia, Regno d’Italia             | 43,0  | [ 17 ] [ 34 ] [ 35 ]        |
| 17  | 28 febbraio 1909  | Harald Smith        | Norvegia             | Bolgenschanze                       | Davos, Svizzera                          | 45,0  | [ 17 ] [ 35 ] [ 36 ]        |
| 18  | 18 febbraio 1911  | Anders Haugen       | Stati Uniti          | Wolverine Hill                      | Ironwood, Stati Uniti d'America          | 46,3  | [ 37 ]                      |
| 19  | 18 febbraio 1912  | Gunnar Andersen     | Norvegia             | Gustadbakken                        | Geithus, Norvegia                        | 47,0  | [ 38 ] [ 39 ] [ 40 ]        |
| 20  | 16 febbraio 1913  | Ragnar Omtvedt      | Stati Uniti          | Wolverine Hill                      | Ironwood, Stati Uniti d'America          | 51,5  | [ 40 ] [ 41 ]               |
| 21  | 7 febbraio 1915   | Reidar A. Ommundsen | Norvegia             | Vikkollen                           | Mjøndalen, Norvegia                      | 54,0  | [ 42 ] [ 43 ]               |
| 22  | 18 febbraio 1916  | Ragnar Omtvedt      | Stati Uniti          | Howelsen Hill                       | Steamboat Springs, Stati Uniti d'America | 58,8  | [ 42 ]                      |
| 23  | 2 marzo 1917      | Henry Hall          | Stati Uniti          | Howelsen Hill                       | Steamboat Springs, Stati Uniti d'America | 61,9  | [ 44 ] [ 45 ]               |
| 24  | 9 marzo 1919      | Anders Haugen       | Stati Uniti          | Haugen Hill                         | Dillon, Stati Uniti d'America            | 64,9  | [ 46 ]                      |
| 25  | 29 febbraio 1920  | Anders Haugen       | Stati Uniti          | Haugen Hill                         | Dillon, Stati Uniti d'America            | 65,2  | [ 47 ]                      |
| 26  | 9 febbraio 1921   | Henry Hall          | Stati Uniti          | Nels Nelsen Hill                    | Revelstoke, Canada                       | 69,8  | [ 48 ]                      |
| 27  | 4 febbraio 1925   | Nels Nelsen         | Canada               | Nels Nelsen Hill                    | Revelstoke, Canada                       | 73,1  | [ 49 ]                      |
| 28  | 12 gennaio 1930   | Adolph Badrutt      | Svizzera             | Bernina-Roseg-Schanze               | Pontresina, Svizzera                     | 75,0  | [ 50 ] [ 51 ] [ 52 ]        |
| 29  | 18 gennaio 1931   | Birger Ruud         | Norvegia             | Odnesbakken                         | Odnes, Norvegia                          | 76,5  | [ 53 ]                      |
| 30  | 24 febbraio 1931  | Sigmund Ruud        | Norvegia             | Bolgenschanze                       | Davos, Svizzera                          | 81,5  | [ 17 ] [ 54 ] [ 55 ]        |
| 31  | 19 febbraio 1933  | Sigmund Ruud        | Norvegia             | Tremplin de Bretaye                 | Villars-sur-Ollon, Svizzera              | 84,0  | [ 17 ] [ 56 ]               |
| 32  | 21 febbraio 1933  | Sigmund Ruud        | Norvegia             | Tremplin de Bretaye                 | Villars-sur-Ollon, Svizzera              | 86,0  | [ 17 ] [ 57 ]               |
| 33  | 26 febbraio 1933  | Henri Ruchet        | Svizzera             | Tremplin de Bretaye                 | Villars-sur-Ollon, Svizzera              | 87,0  | [ 58 ]                      |
| 34  | 15 marzo 1933     | Robert Lymburne     | Canada               | Nels Nelsen Hill                    | Revelstoke, Canada                       | 87,5  | [ 59 ] [ 60 ]               |
| 35  | 25 marzo 1934     | Birger Ruud         | Norvegia             | Bloudkova velikanka                 | Planica, Regno di Yugoslavia             | 92,0  | [ 61 ]                      |
| 36  | 14 marzo 1935     | Reidar Andersen     | Norvegia             | Bloudkova velikanka                 | Planica, Regno di Yugoslavia             | 93,0  | [ 62 ]                      |
| 37  | 15 marzo 1935     | Stanisław Marusarz  | Polonia              | Bloudkova velikanka                 | Planica, Regno di Yugoslavia             | 95,0  | [ 63 ] [ 64 ]               |
| 38  | 15 marzo 1935     | Reidar Andersen     | Norvegia             | Bloudkova velikanka                 | Planica, Regno di Yugoslavia             | 98,0  | [ 63 ] [ 64 ] [ nota 3 ]    |
| 39  | 15 marzo 1935     | Reidar Andersen     | Norvegia             | Bloudkova velikanka                 | Planica, Regno di Yugoslavia             | 99,0  | [ 63 ] [ 64 ]               |
| 40  | 17 marzo 1935     | Fritz Kainersdörfer | Svizzera             | Trampolino Gigante del Corno d'Aola | Ponte di Legno, Regno d’Italia           | 99,5  | [ 17 ] [ 65 ]               |
| 41  | 15 marzo 1936     | Josef Bradl         | Austria              | Bloudkova velikanka                 | Planica, Regno di Yugoslavia             | 101.5 | [ 17 ] [ 66 ] [ 67 ] [ 68 ] |
| 42  | 15 marzo 1938     | Josef Bradl         | Austria              | Bloudkova velikanka                 | Planica, Regno di Yugoslavia             | 107,0 | [ 69 ] [ 70 ]               |
| 43  | 2 marzo 1941      | Rudi Gering         | Germania             | Bloudkova velikanka                 | Planica, Regno di Yugoslavia             | 108,0 | [ 71 ] [ 72 ]               |
| 44  | 2 marzo 1941      | Rudi Gering         | Germania             | Bloudkova velikanka                 | Planica, Regno di Yugoslavia             | 118,0 | [ 71 ] [ 72 ]               |
| 45  | 15 marzo 1948     | Fritz Tschannen     | Svizzera             | Bloudkova velikanka                 | Planica, Regno di Yugoslavia             | 120,0 | [ 73 ] [ 74 ]               |
| 46  | 28 febbraio 1950  | Willi Gantschnigg   | Austria              | Heini-Klopfer-Skiflugschanze        | Oberstdorf, Germania Ovest               | 124,0 | [ 75 ] [ 76 ] [ 77 ]        |
| 47  | 2 marzo 1950      | Sepp Weiler         | Germania Ovest       | Heini-Klopfer-Skiflugschanze        | Oberstdorf, Germania Ovest               | 127,0 | [ 75 ] [ 77 ]               |
| 48  | 3 marzo 1950      | Andreas Däscher     | Svizzera             | Heini-Klopfer-Skiflugschanze        | Oberstdorf, Germania Ovest               | 130,0 | [ 77 ] [ nota 4 ]           |
| 49  | 3 marzo 1950      | Dan Netzell         | Svezia               | Heini-Klopfer-Skiflugschanze        | Oberstdorf, Germania Ovest               | 135,0 | [ 75 ] [ 77 ] [ 78 ] [ 79 ] |
| 50  | 2 marzo 1951      | Tauno Luiro         | Finlandia            | Heini-Klopfer-Skiflugschanze        | Oberstdorf, Germania Ovest               | 139,0 | [ 80 ] [ 81 ] [ 82 ]        |
| 51  | 24 febbraio 1961  | Jože Šlibar         | Yugoslavia           | Heini-Klopfer-Skiflugschanze        | Oberstdorf, Germania Ovest               | 141,0 | [ 83 ] [ 84 ]               |
| 52  | 1 marzo 1962      | Peter Lesser        | Germania Est         | Kulm                                | Tauplitz/Bad Mitterndorf, Austria        | 141,0 | [ 85 ]                      |
| 53  | 14 febbraio 1964  | Kjell Sjöberg       | Svezia               | Heini-Klopfer-Skiflugschanze        | Oberstdorf, Germania Ovest               | 141,0 | [ 86 ]                      |
| 54  | 15 febbraio 1964  | Dalibor Motejlek    | Cecoslovacchia       | Heini-Klopfer-Skiflugschanze        | Oberstdorf, Germania Ovest               | 142,0 | [ 87 ]                      |
| 55  | 16 febbraio 1964  | Nilo Zandanel       | Italia               | Heini-Klopfer-Skiflugschanze        | Oberstdorf, Germania Ovest               | 144,0 | [ 88 ] [ 89 ]               |
| 56  | 21 marzo 1965     | Peter Lesser        | Germania Est         | Kulm                                | Tauplitz/Bad Mitterndorf, Austria        | 145,5 | [ 90 ] [ 91 ] [ 92 ]        |
| 57  | 12 marzo 1966     | Bjørn Wirkola       | Norvegia             | Vikersundbakken                     | Vikersund, Norvegia                      | 145,5 | [ 93 ] [ 94 ] [ nota 5 ]    |
| 58  | 13 marzo 1966     | Bjørn Wirkola       | Norvegia             | Vikersundbakken                     | Vikersund, Norvegia                      | 146,0 | [ 94 ] [ 95 ]               |
| 59  | 10 febbraio 1967  | Lars Grini          | Norvegia             | Heini-Klopfer-Skiflugschanze        | Oberstdorf, Germania Ovest               | 147,0 | [ 96 ] [ 97 ] [ 98 ]        |
| 60  | 10 febbraio 1967  | Kjell Sjöberg       | Svezia               | Heini-Klopfer-Skiflugschanze        | Oberstdorf, Germania Ovest               | 148,0 | [ 96 ] [ 97 ]               |
| 61  | 11 febbraio 1967  | Lars Grini          | Norvegia             | Heini-Klopfer-Skiflugschanze        | Oberstdorf, Germania Ovest               | 150,0 | [ 99 ] [ 100 ]              |
| 62  | 12 marzo 1967     | Reinhold Bachler    | Austria              | Vikersundbakken                     | Vikersund, Norvegia                      | 154,0 | [ 101 ] [ 102 ]             |
| 63  | 21 marzo 1969     | Bjørn Wirkola       | Norvegia             | Velikanka bratov Gorišek            | Planica, Yugoslavia                      | 156,0 | [ 103 ]                     |
| 64  | 22 marzo 1969     | Jiří Raška          | Cecoslovacchia       | Velikanka bratov Gorišek            | Planica, Yugoslavia                      | 156,0 | [ 104 ]                     |
| 65  | 22 marzo 1969     | Bjørn Wirkola       | Norvegia             | Velikanka bratov Gorišek            | Planica, Yugoslavia                      | 160,0 | [ 104 ]                     |
| 66  | 22 marzo 1969     | Jiří Raška          | Cecoslovacchia       | Velikanka bratov Gorišek            | Planica, Yugoslavia                      | 164,0 | [ 104 ] [ 105 ]             |
| 67  | 23 marzo 1969     | Manfred Wolf        | Germania Est         | Velikanka bratov Gorišek            | Planica, Yugoslavia                      | 165,0 | [ 106 ] [ 107 ]             |
| 68  | 9 marzo 1973      | Heinz Wossipiwo     | Germania Est         | Heini-Klopfer-Skiflugschanze        | Oberstdorf, Germania Ovest               | 169,0 | [ 108 ] [ 109 ]             |
| 69  | 15 marzo 1974     | Walter Steiner      | Svizzera             | Velikanka bratov Gorišek            | Planica, Yugoslavia                      | 169,0 | [ 110 ] [ 111 ] [ 112 ]     |
| 70  | 4 marzo 1976      | Geir Ove Berg       | Norvegia             | Heini-Klopfer-Skiflugschanze        | Oberstdorf, Germania Ovest               | 173,0 | [ 113 ] [ nota 6 ]          |
| 71  | 5 marzo 1976      | Toni Innauer        | Austria              | Heini-Klopfer-Skiflugschanze        | Oberstdorf, Germania Ovest               | 174,0 | [ 113 ] [ 114 ]             |
| 72  | 5 marzo 1976      | Falko Weißpflog     | Germania Est         | Heini-Klopfer-Skiflugschanze        | Oberstdorf, Germania Ovest               | 174,0 | [ 113 ] [ 114 ]             |
| 73  | 7 marzo 1976      | Toni Innauer        | Austria              | Heini-Klopfer-Skiflugschanze        | Oberstdorf, Germania Ovest               | 176,0 | [ 115 ]                     |
| 74  | 18 marzo 1979     | Klaus Ostwald       | Germania Est         | Velikanka bratov Gorišek            | Planica, Yugoslavia                      | 176,0 | [ 116 ] [ 117 ]             |
| 75  | 27 marzo 1980     | Armin Kogler        | Austria              | Čerťák                              | Harrachov, Cecoslovacchia                | 176,0 | [ 118 ]                     |
| 76  | 26 febbraio 1981  | Armin Kogler        | Austria              | Heini-Klopfer-Skiflugschanze        | Oberstdorf, Germania Ovest               | 180,0 | [ 76 ] [ 119 ]              |
| 77  | 19 marzo 1983     | Pavel Ploc          | Cecoslovacchia       | Čerťák                              | Harrachov, Cecoslovacchia                | 181,0 | [ 120 ] [ 121 ]             |
| 78  | 16 marzo 1984     | Matti Nykänen       | Finlandia            | Heini-Klopfer-Skiflugschanze        | Oberstdorf, Germania Ovest               | 182,0 | [ 122 ] [ 123 ] [ 124 ]     |
| 79  | 16 marzo 1984     | Matti Nykänen       | Finlandia            | Heini-Klopfer-Skiflugschanze        | Oberstdorf, Germania Ovest               | 182,0 | [ 122 ]                     |
| 80  | 17 marzo 1984     | Matti Nykänen       | Finlandia            | Heini-Klopfer-Skiflugschanze        | Oberstdorf, Germania Ovest               | 185,0 | [ 125 ] [ 126 ]             |
| 81  | 15 marzo 1985     | Mike Holland        | Stati Uniti          | Velikanka bratov Gorišek            | Planica, Yugoslavia                      | 186,0 | [ 127 ] [ 128 ]             |
| 82  | 15 marzo 1985     | Matti Nykänen       | Finlandia            | Velikanka bratov Gorišek            | Planica, Yugoslavia                      | 187,0 | [ 127 ] [ 129 ]             |
| 83  | 15 marzo 1985     | Matti Nykänen       | Finlandia            | Velikanka bratov Gorišek            | Planica, Yugoslavia                      | 191,0 | [ 127 ] [ 130 ]             |
| 84  | 9 marzo 1986      | Andreas Felder      | Austria              | Kulm                                | Tauplitz/Bad Mitterndorf, Austria        | 191,0 | [ 131 ] [ 132 ] [ 133 ]     |
| 85  | 14 marzo 1987     | Piotr Fijas         | Polonia              | Velikanka bratov Gorišek            | Planica, Yugoslavia                      | 194,0 | [ 134 ] [ 135 ] [ 136 ]     |
| 86  | 17 marzo 1994     | Martin Höllwarth    | Austria              | Velikanka bratov Gorišek            | Planica, Slovenia                        | 196,0 | [ 137 ] [ 138 ]             |
| 87  | 17 marzo 1994     | Toni Nieminen       | Finlandia            | Velikanka bratov Gorišek            | Planica, Slovenia                        | 203,0 | [ 137 ] [ 139 ]             |
| 88  | 18 marzo 1994     | Espen Bredesen      | Norvegia             | Velikanka bratov Gorišek            | Planica, Slovenia                        | 209,0 | [ 140 ] [ 141 ]             |
| 89  | 22 marzo 1997     | Espen Bredesen      | Norvegia             | Velikanka bratov Gorišek            | Planica, Slovenia                        | 210,0 | [ 142 ] [ 143 ]             |
| 90  | 22 marzo 1997     | Lasse Ottesen       | Norvegia             | Velikanka bratov Gorišek            | Planica, Slovenia                        | 212,0 | [ 142 ] [ 144 ]             |
| 91  | 19 marzo 1999     | Martin Schmitt      | Germania             | Velikanka bratov Gorišek            | Planica, Slovenia                        | 214,5 | [ 145 ] [ 146 ]             |
| 92  | 20 marzo 1999     | Tommy Ingebrigtsen  | Norvegia             | Velikanka bratov Gorišek            | Planica, Slovenia                        | 219,5 | [ 147 ] [ 148 ]             |
| 93  | 16 marzo 2000     | Thomas Hörl         | Austria              | Velikanka bratov Gorišek            | Planica, Slovenia                        | 224,5 | [ 149 ] [ 150 ]             |
| 94  | 18 marzo 2000     | Andreas Goldberger  | Austria              | Velikanka bratov Gorišek            | Planica, Slovenia                        | 225,0 | [ 151 ] [ 152 ]             |
| 95  | 20 marzo 2003     | Adam Małysz         | Polonia              | Velikanka bratov Gorišek            | Planica, Slovenia                        | 225,0 | [ 153 ] [ 154 ]             |
| 96  | 20 marzo 2003     | Matti Hautamäki     | Finlandia            | Velikanka bratov Gorišek            | Planica, Slovenia                        | 227,5 | [ 155 ] [ 156 ]             |
| 97  | 22 marzo 2003     | Matti Hautamäki     | Finlandia            | Velikanka bratov Gorišek            | Planica, Slovenia                        | 228,5 | [ 155 ] [ 157 ]             |
| 98  | 23 marzo 2003     | Matti Hautamäki     | Finlandia            | Velikanka bratov Gorišek            | Planica, Slovenia                        | 231,0 | [ 155 ] [ 158 ]             |
| 99  | 20 marzo 2005     | Tommy Ingebrigtsen  | Norvegia             | Letalnica bratov Gorišek            | Planica, Slovenia                        | 231,0 | [ 159 ]                     |
| 100 | 20 marzo 2005     | Bjørn Einar Romøren | Norvegia             | Letalnica bratov Gorišek            | Planica, Slovenia                        | 234,5 | [ 159 ] [ 160 ]             |
| 101 | 20 marzo 2005     | Matti Hautamäki     | Finlandia            | Letalnica bratov Gorišek            | Planica, Slovenia                        | 235,5 | [ 159 ] [ 161 ]             |
| 102 | 20 marzo 2005     | Bjørn Einar Romøren | Norvegia             | Letalnica bratov Gorišek            | Planica, Slovenia                        | 239,0 | [ 159 ] [ 162 ]             |
| 103 | 11 febbraio 2011  | Johan Remen Evensen | Norvegia             | Vikersundbakken                     | Vikersund, Norvegia                      | 243,0 | [ 163 ] [ 164 ]             |
| 104 | 11 febbraio 2011  | Johan Remen Evensen | Norvegia             | Vikersundbakken                     | Vikersund, Norvegia                      | 246,5 | [ 163 ] [ 165 ]             |
| 105 | 14 febbraio 2015  | Peter Prevc         | Slovenia             | Vikersundbakken                     | Vikersund, Norvegia                      | 250,0 | [ 166 ] [ 167 ]             |
| 106 | 15 febbraio 2015  | Anders Fannemel     | Norvegia             | Vikersundbakken                     | Vikersund, Norvegia                      | 251,5 | [ 168 ] [ 169 ]             |
| 107 | 18 marzo 2017     | Robert Johansson    | Norvegia             | Vikersundbakken                     | Vikersund, Norvegia                      | 252,0 | [ 170 ] [ 171 ]             |
| 108 | 18 marzo 2017     | Stefan Kraft        | Austria              | Vikersundbakken                     | Vikersund, Norvegia                      | 253,5 | [ 170 ] [ 172 ]             |

### Donne

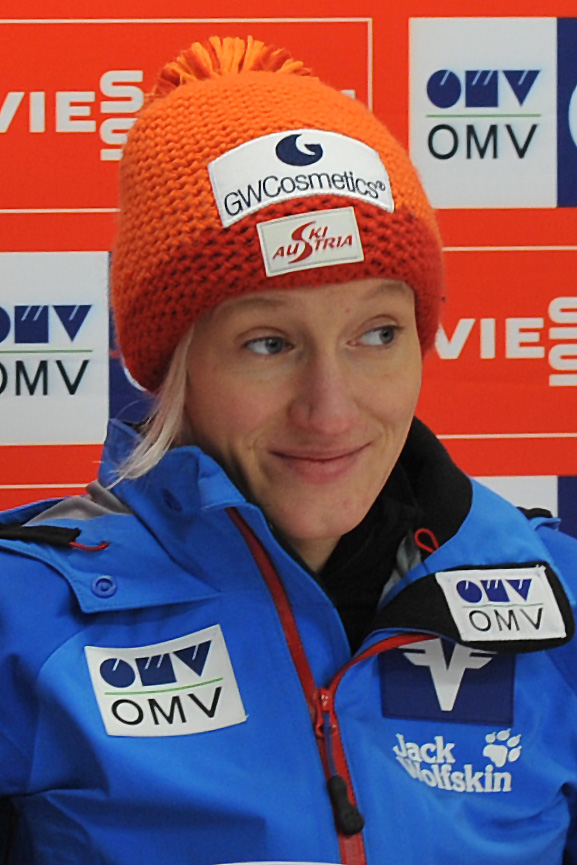
Daniela Iraschko-Stolz è la detentrice del primato femminile (200 metri)

| N  | Data             | Atleta                     | Nazionalità      | Trampolino                 | Luogo                             | Metri | Note            |
| -- | ---------------- | -------------------------- | ---------------- | -------------------------- | --------------------------------- | ----- | --------------- |
| 1  | Gennaio 1863     | Ingrid Olsdatter Vestby    | Norvegia         | Nordbybakken               | Trysil, Norvegia                  | N/A   |                 |
| 2  | 24 gennaio 1897  | Ragna Pettersen Skjeggerud | Norvegia         | Nydalsbakken               | Nydalen, Norvegia                 | 11,0  | [ 173 ]         |
| 3  | 26 gennaio 1902  | Hilda Stang                | Norvegia         | Tranbergbakken             | Gjøvik, Norvegia                  | 15,5  | [ 174 ]         |
| 4  | 1910             | Hilda Stang                | Norvegia         | Tranbergbakken             | Gjøvik, Norvegia                  | 21,0  |                 |
| 5  | 6 febbraio 1910  | Hilda Stang                | Norvegia         | Solbergbakken              | Bærum, Norvegia                   | 22,0  | [ 175 ]         |
| 6  | 1911             | Paula Lamberg              | Austria-Ungheria | Schattbergschanze          | Kitzbühel, Austria-Ungheria       | 22,0  |                 |
| 7  | Febbraio 1922    | Isabel Coursier            | Canada           | Nels Nelsen Hill           | Revelstoke, Canada                | 25,6  | [ 176 ] [ 177 ] |
| 8  | 1926             | Olga Balstad-Eggen         | Norvegia         | Falleberget                | Arvika, Svezia                    | 26,0  |                 |
| 9  | Febbraio 1928    | Isabel Coursier            | Canada           | Nels Nelsen Hill           | Revelstoke, Canada                | 31,4  |                 |
| 10 | 18 gennaio 1931  | Johanne Kolstad            | Norvegia         | Odnesbakken                | Odnes, Norvegia                   | 46,5  | [ 53 ]          |
| 11 | 17 febbraio 1931 | Johanne Kolstad            | Norvegia         | Lønnbergbakken             | Raufoss, Norvegia                 | 49,0  | [ 178 ]         |
| 12 | 21 febbraio 1933 | Johanne Kolstad            | Norvegia         | Gråkallbakken              | Trondheim, Norvegia               | 62,0  | [ 179 ]         |
| 13 | 6 marzo 1938     | Johanne Kolstad            | Norvegia         | Nansen Ski Jump            | Berlin, Stati Uniti d'America     | 69,5  |                 |
| 14 | 22 marzo 1973    | Anita Wold                 | Norvegia         | Kløvsteinbakken            | Meldal, Norvegia                  | 73,0  | [ 180 ]         |
| 15 | 3 febbraio 1974  | Anita Wold                 | Norvegia         | Kløvsteinbakken            | Meldal, Norvegia                  | 82,5  | [ 180 ]         |
| 16 | 16 marzo 1974    | Anita Wold                 | Norvegia         | MS 1970                    | Štrbské Pleso, Cecoslovacchia     | 91,0  | [ 181 ]         |
| 17 | 16 marzo 1974    | Anita Wold                 | Norvegia         | MS 1970                    | Štrbské Pleso, Cecoslovacchia     | 94,0  | [ 181 ]         |
| 18 | 14 gennaio 1975  | Anita Wold                 | Norvegia         | Ōkurayama                  | Sapporo, Giappone                 | 97,5  |                 |
| 19 | 29 marzo 1981    | Tiina Lehtola              | Finlandia        | Rukatunturi                | Kuusamo, Finlandia                | 110,0 |                 |
| 20 | 22 gennaio 1989  | Merete Kristiansen         | Norvegia         | Odnesbakken                | Odnes, Norvegia                   | 111,0 |                 |
| 21 | 7 gennaio 1994   | Eva Ganster                | Austria          | Paul-Ausserleitner-Schanze | Bischofshofen, Austria            | 112,0 |                 |
| 22 | 21 gennaio 1994  | Eva Ganster                | Austria          | Lysgårdsbakken             | Lillehammer, Norvegia             | 113,5 | [ 182 ] [ 183 ] |
| 23 | 6 gennaio 1997   | Eva Ganster                | Austria          | Paul-Ausserleitner-Schanze | Bischofshofen, Austria            | 115,0 |                 |
| 24 | 4 febbraio 1997  | Eva Ganster                | Austria          | Kulm                       | Tauplitz/Bad Mitterndorf, Austria | 144,0 |                 |
| 25 | 5 febbraio 1997  | Eva Ganster                | Austria          | Kulm                       | Tauplitz/Bad Mitterndorf, Austria | 161,0 |                 |
| 26 | 6 febbraio 1997  | Eva Ganster                | Austria          | Kulm                       | Tauplitz/Bad Mitterndorf, Austria | 163,0 |                 |
| 27 | 7 febbraio 1997  | Eva Ganster                | Austria          | Kulm                       | Tauplitz/Bad Mitterndorf, Austria | 164,5 |                 |
| 28 | 9 febbraio 1997  | Eva Ganster                | Austria          | Kulm                       | Tauplitz/Bad Mitterndorf, Austria | 165,0 |                 |
| 29 | 9 febbraio 1997  | Eva Ganster                | Austria          | Kulm                       | Tauplitz/Bad Mitterndorf, Austria | 167,0 |                 |
| 30 | 29 gennaio 2003  | Daniela Iraschko-Stolz     | Austria          | Kulm                       | Tauplitz/Bad Mitterndorf, Austria | 188,0 |                 |
| 31 | 29 gennaio 2003  | Daniela Iraschko-Stolz     | Austria          | Kulm                       | Tauplitz/Bad Mitterndorf, Austria | 200,0 |                 |

## Primati del mondo non validi

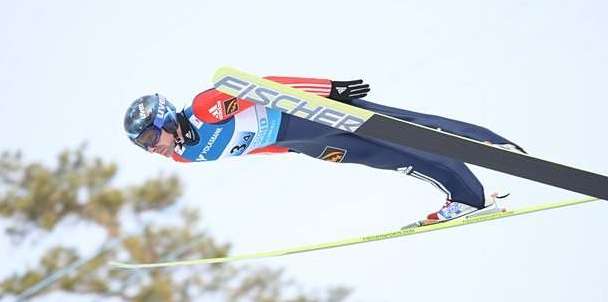
Dmitrij Vasil'ev detiene il primato non ufficiale di 254 metri

Se un saltatore tocca il suolo con le mani, il corpo o cade prima di raggiungere la linea di atterraggio, il salto viene ritenuto non valido e quindi non elencato come record del mondo, Inoltre i salti realizzati in allenamento o durante test del trampolino non vengono riconosciuti come record ufficiali mondiali. Le distanze stabilite dai saltatori apripista (chiamati "V jumpers") prima della gara sono ritenute ufficiali.
| N  | Data             | Atleta                | Nazionalità          | Trampolino                          | Luogo                                 | Metri |                          |
| -- | ---------------- | --------------------- | -------------------- | ----------------------------------- | ------------------------------------- | ----- | ------------------------ |
| 1  | 12 febbraio 1879 | Olaf Haugann          | Norvegia             | Kastellbakken                       | Oslo, Norvegia                        | 22,0  | Metti in pratica         |
| 2  | 24 febbraio 1886 | Johannes Nordgard     | Norvegia             | Flatdalbakken                       | Seljord, Norvegia                     | 27,0  | caduta                   |
| 3  | 21/22 marzo 1891 | Gustav Bye            | Norvegia             | Blybergbakken                       | Blyberget, Trondheim, Norvegia        | 33,0  | Rivendicato WR           |
|    | 17 febbraio 1894 | Mikkjel Hemmestveit   | Norvegia Stati Uniti | McSorley Hill                       | Red Wing, Stati Uniti d'America       | 36,6  | caduta                   |
| 4  | 7 febbraio 1897  | Cato Aall             | Norvegia             | Solbergbakken                       | Bærum, Norvegia                       | 31.5  | Fuori concorso           |
| 5  | 7 febbraio 1897  | Asbjørn Nilssen       | Norvegia             | Solbergbakken                       | Bærum, Norvegia                       | 35,0  | caduta                   |
| 6  | 1899             | Trygve Smith          | Norvegia             | Solbergbakken                       | Bærum, Norvegia                       | 36,0  | ?                        |
| 7  | 28 gennaio 1900  | Thor Thorsen          | Norvegia             | Blybergbakken                       | Trondheim, Norvegia                   | 34,0  | caduta                   |
| 8  | 11 febbraio 1900 | Aksel Refstad         | Norvegia             | Solbergbakken                       | Bærum, Norvegia                       | 36,0  | caduta                   |
| 9  | 11 febbraio 1900 | Aksel Refstad         | Norvegia             | Solbergbakken                       | Bærum, Norvegia                       | 36,0  | caduta                   |
| 10 | 25 febbraio 1900 | Aslak Solid           | Norvegia             | Donstadbakken                       | Morgedal, Norvegia                    | 36,0  | caduta                   |
| 11 | 27 gennaio 1901  | Ole Mangseth          | Norvegia             | Bjørnsvebakken                      | Gjøvik, Norvegia                      | 38,0  | caduta                   |
| 12 | 9 febbraio 1902  | Albert Wüller         | Norvegia             | Solbergbakken                       | Bærum, Norvegia                       | 36,5  | caduta                   |
| 13 | 11 febbraio 1902 | Hans Hovde            | Norvegia             | Gustadbakken                        | Geithus, Norvegia                     | 36,0  | caduta                   |
| 14 | 16 febbraio 1902 | Johan Hestnæs         | Norvegia             | Frambakken                          | Brumunddal, Norvegia                  | 39,5  | caduta                   |
| 15 | 23 febbraio 1902 | Paul Nesjø            | Norvegia             |                                     | Trondheim, Norvegia                   | 39,5  | Fuori concorso           |
| 16 | 10 febbraio 1907 | Gunnar Johansen       | Norvegia             | Gustadbakken                        | Geithus, Norvegia                     | 41,0  | Non in statistica        |
| 17 | 2 febbraio 1908  | A. Blomqvist          | Norvegia             | Gustadbakken                        | Geithus, Norvegia                     | 47,0  | caduta                   |
| 18 | 14 febbraio 1909 | Ola Brevik            | Norvegia             | Frambakken                          | Brumunddal, Norvegia                  | 43,0  | caduta                   |
| 19 | 28 Febbraio 1909 | Trygve Smith          | Norvegia             | Bolgenschanze                       | Davos, Svizzera                       | 46,0  | caduta                   |
| 20 | 6 febbraio 1910  | Gunnar Sundet         | Norvegia             | Gustadbakken                        | Geithus, Norvegia                     | 45,5  | caduta                   |
| 21 | 27 febbraio 1910 | Einar Jensen          | Norvegia             | Frambakken                          | Brumunddal, Norvegia                  | 46,5  | caduta                   |
| 22 | 27 febbraio 1910 | Sigurd Brevik         | Norvegia             | Frambakken                          | Brumunddal, Norvegia                  | 51,0  | caduta                   |
| 23 | 5 febbraio 1911  | Haakon Hansen         | Norvegia             | Gustadbakken                        | Geithus, Norvegia                     | 47,0  | caduta                   |
| 24 | 18 febbraio 1911 | Barney Riley          | Stati Uniti          | Curry Hill                          | Ironwood, Stati Uniti d'America       | 46,9  | caduta                   |
| 25 | 4 febbraio 1912  | Halvor Rismyhr        | Norvegia             | Frambakken                          | Brumunddal, Norvegia                  | 49,5  | caduta                   |
| 26 | 18 febbraio 1912 | Oscar Gundersen       | Norvegia             | Gustadbakken                        | Geithus, Norvegia                     | 50,0  | caduta                   |
| 27 | 18 febbraio 1912 | James Presthus        | Stati Uniti          | Curry Hill                          | Ironwood, Stati Uniti d'America       | 47,5  | caduta                   |
| 28 | 11 febbraio 1913 | Emil Knudsen          | Norvegia             | Bolgenschanze                       | Davos, Svizzera                       | 49,0  | caduta                   |
| 29 | 16 febbraio 1913 | Ragnar Omtvedt        | Stati Uniti          | Wolverine Hill                      | Ironwood, Stati Uniti d'America       | 48,2  | Non ufficiale?           |
|    | 16 febbraio 1913 | Barney Riley          | Stati Uniti          | Curry Hill                          | Ironwood, Stati Uniti d'America       | 49,1  | caduta                   |
|    | 16 febbraio 1913 | Barney Riley          | Stati Uniti          | Curry Hill                          | Ironwood, Stati Uniti d'America       | 50,3  | caduta                   |
| 30 | 1 febbraio 1914  | Josef Henriksen       | Norvegia             | Gustadbakken                        | Geithus, Norvegia                     | 52,0  | caduta                   |
| 31 | 1915             | Ragnar Omtvedt        | Stati Uniti          | Curry Hill                          | Ironwood, Stati Uniti d'America       | 56,0  | Non ufficiale            |
| 32 | 1 febbraio 1916  | Nels Nelsen           | Canada               | Nels Nelsen Hill                    | Revelstoke, Canada                    | 55,8  | Non ufficiale formazione |
| 33 | 28 febbraio 1919 | Lars Haugen           | Stati Uniti          | Howelsen Hill                       | Steamboat Springs, US                 | 64,6  | caduta                   |
| 34 | 28 febbraio 1919 | Anders Haugen         | Stati Uniti          | Howelsen Hill                       | Steamboat Springs, US                 | 62,5  | caduta                   |
| 35 | 29 febbraio 1920 | Anders Haugen         | Stati Uniti          | Howelsen Hill                       | Steamboat Springs, US                 | 66,4  | caduta                   |
| 36 | 9 febbraio 1921  | Henry Hansen          | Canada               | Nels Nelsen Hill                    | Revelstoke, Canada                    | 71,6  | caduta                   |
| 37 | Marzo 1923       | Nels Nelsen           | Canada               | Nels Nelsen Hill                    | Revelstoke, Canada                    | 71,3  | caduta                   |
| 38 | 5 febbraio 1924  | Nels Nelsen           | Canada               | Nels Nelsen Hill                    | Revelstoke, Canada                    | 71,6  | caduta                   |
| 39 | 6 febbraio 1924  | Nels Nelsen           | Canada               | Nels Nelsen Hill                    | Revelstoke, Canada                    | 71,6  | caduta                   |
| 40 | 21 febbraio 1926 | Erling Andersen       | Norvegia             | Odnesbakken                         | Odnes, Norvegia                       | 75,0  | caduta                   |
| 41 | 21 gennaio 1928  | Adolf Badrutt         | Svizzera             | Bernina-Roseg-Schanze               | Pontresina, Svizzera                  | 73,5  | Fuori concorso           |
| 42 | 18 febbraio 1928 | Jacob Tullin Thams    | Norvegia             | Olympiaschanze                      | Sankt Moritz, Svizzera                | 73,0  | caduta                   |
| 43 | 2 gennaio 1930   | Adolf Badrutt         | Svizzera             | Bernina-Roseg-Schanze               | Pontresina, Svizzera                  | 74,5  | caduta                   |
| 44 | 16 febbraio 1930 | Ernesto Zardini       | Italia               | Trampolino Gigante del Corno d'Aola | Ponte di Legno, Regno d'Italia        | 76,0  | caduta                   |
| 45 | 1 gennaio 1931   | Alf Engen             | Norvegia             | Ecker Hill                          | Salt Lake City, Stati Uniti d'America | 75,3  | WAWSA                    |
| 46 | 18 gennaio 1931  | Sverre Kolterud       | Norvegia             | Flubergbakken                       | Odnes, Norvegia                       | 75,5  | caduta                   |
| 47 | 18 gennaio 1931  | Hans Beck             | Norvegia             | Flubergbakken                       | Odnes, Norvegia                       | 76,5  | caduta                   |
| 48 | 18 gennaio 1931  | Birger Ruud           | Norvegia             | Flubergbakken                       | Odnes, Norvegia                       | 82,0  | caduta                   |
| 49 | Gennaio 1931     | Alf Engen             | Norvegia             | Ecker Hill                          | Salt Lake City, Stati Uniti d'America | 77,4  | WAWSA                    |
| 50 | Gennaio 1931     | Alf Engen             | Norvegia             | Ecker Hill                          | Salt Lake City, Stati Uniti d'America | 81,1  | Non ufficiale            |
| 51 | Febbraio 1931    | Bronisław Czech       | Polonia              | Trampolino Gigante del Corno d'Aola | Ponte di Legno, Regno d'Italia        | 79,5  | caduta: fuori conc.      |
| 52 | 12 marzo 1932    | Robert Lymburne       | Canada               | Nels Nelsen Hill                    | Revelstoke, Canada                    | 82,0  | Non ufficiale            |
| 53 | Marzo 1932       | Sigmund Ruud          | Norvegia             | Bolgenschanze                       | Davos, Svizzera                       | 82,0  | Non ufficiale            |
| 54 | 12 febbraio 1933 | Birger Ruud           | Norvegia             | Bergisel                            | Innsbruck, Austria                    | 82,0  | caduta                   |
| 55 | 25 marzo 1934    | Gregor Höll           | Austria              | Bloudkova velikanka                 | Planica, Regno di Jugoslavia          | 89,0  | caduta                   |
| 56 | 25 marzo 1934    | Sigmund Ruud          | Norvegia             | Bloudkova velikanka                 | Planica, Regno di Jugoslavia          | 95,0  | caduta                   |
| 57 | Gennaio 1935     | Alf Engen             | Norvegia             | Ecker Hill                          | Salt Lake City, Stati Uniti d'America | 94,8  | Non uff. formaz.         |
| 58 | 17 marzo 1935    | Olav Ulland           | Norvegia Stati Uniti | Trampolino Gigante del Corno d'Aola | Ponte di Legno, Regno d'Italia        | 103,5 | caduta                   |
| 59 | 2 marzo 1941     | Heinz Palme           | Germania             | Bloudkova velikanka                 | Planica, Regno di Jugoslavia          | 109,0 | Toccare                  |
| 60 | 14 marzo 1948    | Janez Polda           | Jugoslavia           | Bloudkova velikanka                 | Planica, Jugoslavia                   | 120,0 | Toccare                  |
| 61 | 14 marzo 1948    | Charles Blum          | Svizzera             | Bloudkova velikanka                 | Planica, Jugoslavia                   | 121,0 | caduta                   |
| 62 | 2 marzo 1950     | Willi Gantschnigg     | Svizzera             | Heini-Klopfer-Skiflugschanze        | Oberstdorf, Germania                  | 130,0 | caduta                   |
| 63 | 23 marzo 1958    | Max Bolkart           | Germania Ovest       | Heini-Klopfer-Skiflugschanze        | Oberstdorf, Germania Ovest            | 139,0 | Toccare                  |
| 64 | 25 febbraio 1961 | Wolfgang Happle       | Germania Ovest       | Heini-Klopfer-Skiflugschanze        | Oberstdorf, Germania Ovest            | 145,0 | caduta                   |
| 65 | 19 marzo 1965    | Bjørn Wirkola         | Norvegia             | Kulm                                | Tauplitz, Austria                     | 144,0 | caduta                   |
| 66 | 20 marzo 1965    | Peter Lesser          | Germania Est         | Kulm                                | Tauplitz, Austria                     | 147,0 | caduta                   |
| 67 | 8 marzo 1969     | Ladislav Divila       | Cecoslovacchia       | Vikersundbakken                     | Vikersund, Norvegia                   | 156,0 | caduta                   |
| 68 | 8 marzo 1973     | Jochen Danneberg      | Germania Est         | Heini-Klopfer-Skiflugschanze        | Oberstdorf, Germania Ovest            | 166,0 | caduta                   |
| 69 | 8 marzo 1973     | Takao Itō             | Giappone             | Heini-Klopfer-Skiflugschanze        | Oberstdorf, Germania Ovest            | 176,0 | caduta                   |
| 70 | 9 marzo 1973     | Walter Steiner        | Svizzera             | Heini-Klopfer-Skiflugschanze        | Oberstdorf, Germania Ovest            | 175,0 | caduta                   |
| 71 | 11 marzo 1973    | Walter Steiner        | Svizzera             | Heini-Klopfer-Skiflugschanze        | Oberstdorf, Germania Ovest            | 179,0 | caduta                   |
| 72 | 15 marzo 1974    | Walter Steiner        | Svizzera             | Velikanka bratov Gorišek            | Planica, Jugoslavia                   | 177,0 | caduta                   |
| 73 | 20 marzo 1977    | Bogdan Norčič         | Jugoslavia           | Velikanka bratov Gorišek            | Planica, Jugoslavia                   | 181,0 | Toccare                  |
| 74 | 17 marzo 1979    | Axel Zitzmann         | Germania Est         | Velikanka bratov Gorišek            | Planica, Yugoslavia                   | 179,0 | caduta                   |
| 75 | 13 marzo 1987    | Andreas Felder        | Austria              | Velikanka bratov Gorišek            | Planica, Yugoslavia                   | 192,0 | Toccare                  |
| 76 | 23 marzo 1991    | André Kiesewetter     | Germania             | Velikanka bratov Gorišek            | Planica, Yugoslavia                   | 196,0 | Toccare                  |
| 77 | 22 marzo 1992    | Christof Duffner      | Germania             | Čerťák                              | Harrachov, Cecoslovacchia             | 194,0 | caduta                   |
| 78 | 17 marzo 1994    | Andreas Goldberger    | Austria              | Velikanka bratov Gorišek            | Planica, Slovenia                     | 202,0 | Toccare                  |
| 79 | 18 marzo 1994    | Christof Duffner      | Germania             | Velikanka bratov Gorišek            | Planica, Slovenia                     | 207,0 | caduta                   |
| 80 | 22 marzo 1997    | Dieter Thoma          | Germania             | Velikanka bratov Gorišek            | Planica, Slovenia                     | 213,0 | Toccare                  |
| 81 | 19 marzo 1999    | Martin Schmitt        | Germania             | Velikanka bratov Gorišek            | Planica, Slovenia                     | 219,0 | caduta                   |
| 82 | 21 marzo 2003    | Veli-Matti Lindström  | Finlandia            | Velikanka bratov Gorišek            | Planica, Slovenia                     | 232,5 | Toccare                  |
| 83 | 17 marzo 2005    | Andreas Widhölzl      | Austria              | Letalnica bratov Gorišek            | Planica, Slovenia                     | 234,5 | caduta                   |
| 84 | 20 marzo 2005    | Janne Ahonen          | Finlandia            | Letalnica bratov Gorišek            | Planica, Slovenia                     | 240,0 | caduta                   |
| 85 | 15 febbraio 2015 | Dmitrij Vasil'ev      | Russia               | Vikersundbakken                     | Vikersund, Norvegia                   | 254,0 | Toccare                  |
| 86 | 16 marzo 2016    | Tilen Bartol          | Slovenia             | Letalnica bratov Gorišek            | Planica, Slovenia                     | 252,0 | caduta                   |
| 87 | 22 marzo 2018    | Gregor Schlierenzauer | Austria              | Letalnica bratov Gorišek            | Planica, Slovenia                     | 253.5 | caduta                   |

     Salti in piedi. Non riconosciuto come record mondiale ufficiale per vari motivi.

     Non è chiaro se questo sia stato prima o dopo che Ragnar Omtvedt ha impostato WR a 169 piedi.

## Primati del mondo estivi

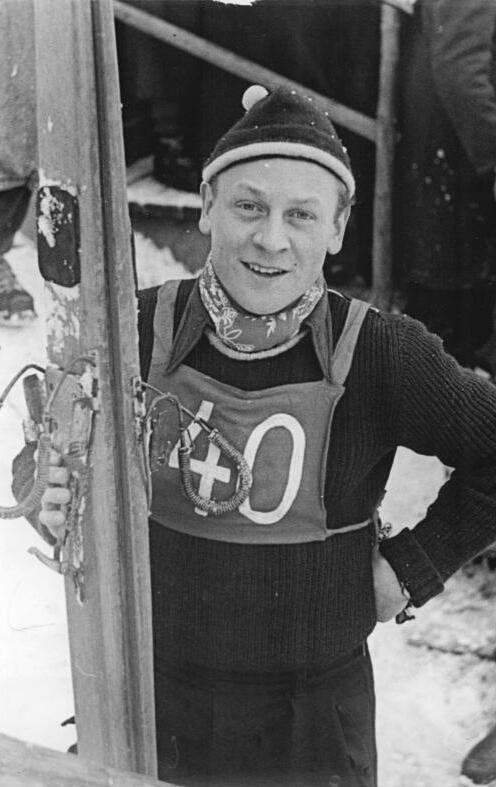
Nel 1954 W. Lesser fu il primo detentore del record 42 m di salto su pista estiva di plastica a Oberhof

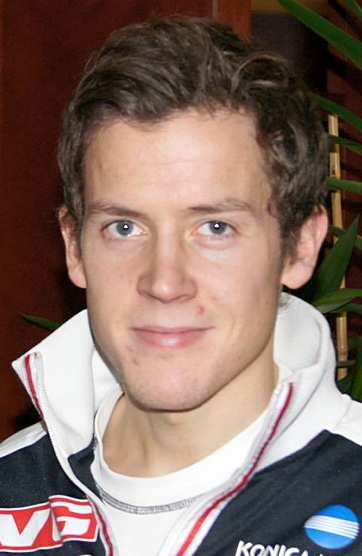
V. H. Sklett ha saltato 147 m sulla pista estiva di Klingenthal

La pista per il salto con gli sci ricoperta in plastica fu inventata dal saltatore tedesco Hans Renner e i primi test, senza pubblico, vennero realizzati il 31 ottobre 1954 presso il trampolino "Regenbergschanze" a Zella-Mehlis, nella Germania dell'Est.
Il trampolino "Wadeberg Jugendschanze K40" di Oberhof, Germania dell'Est, costruito vicino al vecchio "Thüringenschanze", fu il primo trampolino estivo omologato, dove il 21 novembre 1954 fu organizzata la prima gara assoluta alla presenza di 15 000 spettatori: Werner Lesser fece registrare i primi record ufficiali con due salti di 41 e 42 metri. Il saltatore norvegese Vegard Haukø Sklett detiene il primato del salto estivo su platica con 147 metri, realizzato il 23 settembre 2011 durante la gara di Coppa Continentale a Klingenthal, Germania.
Il 21 agosto 2013 la saltatrice americana Sarah Hendrickson cadde a 148 metri durante un allenamento estivo a Oberstdorf, Germania.
| N  | Data              | Atleta                | Nazionalità  | Trampolino                        | Luogo                                  | Metri |
| -- | ----------------- | --------------------- | ------------ | --------------------------------- | -------------------------------------- | ----- |
| 1  | 21 novembre 1954  | Werner Lesser         | Germania Est | Thüringenschanze K40              | Oberhof, Germania Est                  | 41,0  |
| 2  | 21 novembre 1954  | Werner Lesser         | Germania Est | Thüringenschanze K40              | Oberhof, Germania Est                  | 42,0  |
| 3  | 30 settembre 1973 | Heinz Wossipiwo       | Germania Est | Areal Horečky K90                 | Frenštát pod Radhoštěm, Cecoslovacchia | 84,0  |
| 4  | 30 settembre 1973 | Heinz Wossipiwo       | Germania Est | Areal Horečky K90                 | Frenštát pod Radhoštěm, Cecoslovacchia | 86,0  |
| 5  | 6 agosto 1979     | Holger Greiner-Petter | Germania Est | Kanzlersgrund                     | Oberhof, Germania Est                  | 97,0  |
| 6  | 7 agosto 1979     | Jochen Danneberg      | Germania Est | Kanzlersgrund                     | Oberhof, Germania Est                  | 110,0 |
| 7  | 31 ottobre 1993   | Noriaki Kasai         | Giappone     | Trampolino olimpico K120          | Hakuba, Giappone                       | 126,5 |
| 8  | 25 settembre 1994 | Takehito Suda         | Giappone     | Trampolino olimpico K120          | Hakuba, Giappone                       | 127,0 |
| 9  | 20 agosto 1995    | Rico Meinel           | Germania     | Granåsen K120                     | Trondheim, Norvegia                    | 130,5 |
| 10 | 18 agosto 1996    | Ari-Pekka Nikkola     | Finlandia    | Granåsen K120                     | Trondheim, Norvegia                    | 131,0 |
| 11 | 17 agosto 1997    | Kazuyoshi Funaki      | Giappone     | Granåsen K120                     | Trondheim, Norvegia                    | 132,5 |
| 12 | 5 settembre 2004  | Daniel Forfang        | Norvegia     | Wielka Krokiew HS 134             | Zakopane, Polonia                      | 139,5 |
| 13 | 2 September 2005  | Petter Tande          | Norvegia     | Paul-Ausserleitner-Schanze HS 140 | Bischofshofen, Austria                 | 142,0 |
| 14 | 16 agosto 2007    | Gregor Schlierenzauer | Austria      | Trampolino a Monte HS 140         | Pragelato, Italia                      | 143,5 |
| 15 | 2 settembre 2007  | Bernhard Gruber       | Austria      | Paul-Ausserleitner-Schanze HS 140 | Bischofshofen, Austria                 | 143,5 |
| 16 | 5 ottobre 2007    | Gregor Schlierenzauer | Austria      | Vogtland Arena HS 140             | Klingenthal, Germania                  | 146,0 |
| 17 | 2 ottobre 2009    | Harri Olli            | Finlandia    | Vogtland Arena HS 140             | Klingenthal, Germania                  | 146,0 |
| 18 | 23 settembre 2011 | Vegard Haukø Sklett   | Norvegia     | Vogtland Arena HS 140             | Klingenthal, Germania                  | 147,0 |
| 19 | 15 ottobre 2016   | Dmitrij Vasil'ev      | Russia       | RusSki Gorki HS140                | Soči, Russia                           | 147,5 |
| 20 | 11 luglio 2018    | Sergey Tkachenko      | Kazakistan   | Burabay Ski Jumps HS140           | Shchuchinsk, Kazakistan                | 151,0 |

## Tandem
Il 18 febbraio 2016 i saltatori sloveni Rok Urbanc e Jaka Rus hanno compiuto uno storico salto in coppia con un unico paio di sci, mai eseguito fino ad allora, di 35 metri sul trampolino HS45 a Planica, Slovenia.
| N | Data             | Atleti              | Nazionalià | Trampolino                 | Luogo             | Metri |
| - | ---------------- | ------------------- | ---------- | -------------------------- | ----------------- | ----- |
| 1 | 18 febbraio 2016 | Rok Urbanc Jaka Rus | Slovenia   | Planica Nordic Center HS45 | Planica, Slovenia | 35,0  |